# Circuito Brasileiro de Voleibol de Praia Feminino de 2012–13
O Circuito Brasileiro de Voleibol de Praia de 2012-13 , também chamado de Circuito Banco do Brasil de Vôlei de Praia, foi a vigésima primeira edição da principal competição nacional de Vôlei de Praia na variante feminina, iniciado em 13 de setembro de 2012

## Resultados

### Circuito Open
| Evento                                                             | Ouro                                   | Prata                                  | Bronze                                 | Quarto lugar                           |
| 1ª Etapa Cuiabá, Mato Grosso 13 a 16 de setembro de 2012.          | /Larissa França Juliana Silva          | / Bárbara Seixas Ágatha Bednarczuk     | /Josimari Alves Thais Rodrigues        | / Liliane Maestrini Rebecca Cavalcante |
| 2ª Etapa Goiânia, Goiás 27 a 30 de setembro de 2012.               | /Larissa França Juliana Silva          | / Val Taiana Lima                      | / Talita Antunes Maria Elisa Antonelli | / Liliane Maestrini Rebecca Cavalcante |
| 3ª Etapa Belo Horizonte, Minas Gerais 11 a 14 de outubro de 2012.  | /Larissa França Juliana Silva          | / Bárbara Seixas Ágatha Bednarczuk     | / Ângela Lavalle Neide Sabino          | / Talita Antunes Maria Elisa Antonelli |
| 4ª Etapa Campinas, São Paulo 1 a 4 de novembro de 2012.            | /Larissa França Juliana Silva          | / Liliane Maestrini Rebecca Cavalcante | / Talita Antunes Maria Elisa Antonelli | / Ângela Lavalle Neide Sabino          |
| 5ª Etapa Curitiba, Paraná 15 a 18 de novembro de 2012.             | /Larissa França Juliana Silva          | / Talita Antunes Maria Elisa Antonelli | / Liliane Maestrini Rebecca Cavalcante | / Val Taiana Lima                      |
| 6ª Etapa Rio de Janeiro, Rio de Janeiro 6 a 9 de dezembro de 2012. | / Liliane Maestrini Rebecca Cavalcante | Maria Clara Carolina Solberg           | /Larissa França Juliana Silva          | /Shaylyn Bedê Karin Lundqvist          |
| 7ª Etapa Fortaleza, Ceará 17 a 20 de janeiro de 2013.              | / Juliana Silva Maria Elisa Antonelli  | / Ângela Lavalle Neide Sabino          | / Liliane Maestrini Rebecca Cavalcante | / Bárbara Seixas Ágatha Bednarczuk     |
| 8ª Etapa João Pessoa, Paraíba 21 a 24 de fevereiro de 2013.        | / Bárbara Seixas Ágatha Bednarczuk     | / Juliana Silva Maria Elisa Antonelli  | / Talita Antunes Taiana Lima           | /Pri Lima Karin Lundqvist              |
| 9ª Etapa Maceió, Alagoas 14 a 17 de março de 2013.                 | / Bárbara Seixas Ágatha Bednarczuk     | Maria Clara Carolina Solberg           | / Juliana Silva Maria Elisa Antonelli  | / Talita Antunes Taiana Lima           |
| 10ª Etapa Brasília, Distrito Federal 18 a 21 de abril de 2013.     | / Bárbara Seixas Ágatha Bednarczuk     | / Talita Antunes Taiana Lima           | / Juliana Silva Maria Elisa Antonelli  | / Liliane Maestrini Rebecca Cavalcante |

## Ranking final[12]
| Posição           | Equipe                                 | Pontuação |
| ----------------- | -------------------------------------- | --------- |
| Medalha de ouro   | / Bárbara Seixas Ágatha Bednarczuk     | 2920      |
| Medalha de prata  | / Liliane Maestrini Rebecca Cavalcante | 2720      |
| Medalha de bronze | /Larissa França Juliana Silva          | 2320      |
| 4                 | / Ângela Lavalle Neide Sabino          | 2280      |
| 5                 | / Talita Antunes Maria Elisa Antonelli | 1760      |
| 6                 | Maria Clara Carolina Solberg           | 1680      |
| 7                 | / Érica Freitas Thati                  | 1540      |
| 8                 | /Shaylyn Bedê Karin Lundqvist          | 1440      |
| 9                 | / Juliana Silva Maria Elisa Antonelli  | 1400      |
| 10                | / Val Taiana Lima                      | 1320      |
| 11                | /Josimari Alves Thais Rodrigues        | 1260      |
| 11                | /Izabel Santos Pri Lima                | 1260      |
| 13                | / Talita Antunes Taiana Lima           | 1200      |
| 14                | Pauline Michelle Carvalho              | 980       |
| 15                | / Naiana Rodrigues Bruna Figueiredo    | 900       |
| 15                | / Raquel da Silva Josimari Alves       | 900       |
| 17                | / Vivian Cunha Shaylyn Bedê            | 880       |

### Premiações individuais
Os destaques da temporada foramː
| MVP                   | Juliana Silva         | Ceará          |
| Revelação             | Thais Rodrigues       | Rio de Janeiro |
| Melhor Ataque         | Juliana Silva         | Ceará          |
| Melhor Bloqueio       | Juliana Silva         | Ceará          |
| Melhor Saque          | Maria Elisa Antonelli | Pernambuco     |
| Melhor Recepção/Passe | Bárbara Seixas        | Rio de Janeiro |
| Melhor Defesa         | Taiana Lima           | Ceará          |
| Melhor Levantadora    | Taiana Lima           | Ceará          |